# Pięciobój wojskowy na Światowych Wojskowych Igrzyskach Sportowych 2007 – drużynowo kobiet
Pięciobój wojskowy kobiet drużynowo na 4. Światowych Wojskowych Igrzyskach Sportowych – jedna z konkurencji rozgrywana  w ramach pięcioboju wojskowego podczas światowych igrzysk wojskowych. Zawody odbyły się w dniach 15 − 19 października 2007 w indyjskim Hajdarabadzieu podczas światowych igrzysk wojskowych.
Zawody były równocześnie traktowane jako 54 Wojskowe Mistrzostwa Świata w pięcioboju wojskowym.

## Terminarz
Wszystkie godziny podane są w czasie indyjskim (UTC+05:30) oraz w polskim (CEST).
| Harmonogram przebiegu konkurencji | Harmonogram przebiegu konkurencji | Harmonogram przebiegu konkurencji | Harmonogram przebiegu konkurencji | Harmonogram przebiegu konkurencji |
| Data                              | Godzina rozpoczęcia               | Godzina rozpoczęcia               | Wydarzenie                        | Wydarzenie                        |
| Data                              | (UTC+05:30                        | CET                               | (Numer i nazwa konkurencji)       | (Numer i nazwa konkurencji)       |
| --------------------------------- | --------------------------------- | --------------------------------- | --------------------------------- | --------------------------------- |
| 15 października 2007(dts)         | 15:00                             | 20:30                             | 1.                                | strzelanie                        |
| 17 października 2007(dts)         | 9:50                              | 15:20                             | 3.                                | pływanie                          |
| 18 października 2007(dts)         | 15:00                             | 20:30                             | 2.                                | bieg z przeszkodami               |
| 18 października 2007(dts)         | 17:40                             | 23:10                             | 4.                                | rzucanie granatem                 |
| 19 października 2007(dts)         | 8:00                              | 13:30                             | 5.                                | bieg przełajowy                   |

## Uczestniczki
Do startu drużynowego zgłoszonych zostało 13 reprezentacji narodowych (wystartowało 49 zawodniczek). Dla zespołu, do klasyfikacji drużynowej zaliczano najlepsze wyniki uzyskane przez trzy zawodniczki. O ostatecznym wyniku zawodniczki decydowała suma punktów zdobytych w poszczególnych konkurencjach, uzyskane wyniki były przeliczane na punkty według tabel wielobojowych podobnie jak jest m.in. w pięcioboju nowoczesnym.

- Białoruś (4)
- Chiny (4)
- Czechy (3)
- Dania (4)
- Finlandia (3)
- Hiszpania (4)
- Holandia (4)
- Korea Północna (4)
- Łotwa (4)
- Norwegia (4)
- Rosja (4)
- Szwecja (3)
- Włochy (4)

## Medalistki
| Złoto                                 | Srebro                                                      | Brąz                                                   |
| Drużyna / Zawodniczka                 | Drużyna / Zawodniczka                                       | Drużyna / Zawodniczka                                  |
| Chiny · Liu Kun · Xu Lei · Tian Linna | Korea Północna · Pak Young-hui · Ya Un-jong · Pak Hyang-sil | Rosja · Ludmiła Szwec · Julia Naumowa · Elena Simonowa |

## Rezultaty

### Konkurencje pięcioboju wojskowego
Konkurencje są ułożone chronologicznie wg planowanej kolejności ich rozgrywania:
1. strzelanie – odległość 200 m (strzelanie precyzyjne i szybkostrzelne, po 10 strzałów)
2. bieg z przeszkodami[a] – długość toru przeszkód 500 m (20 przeszkód)
3. pływanie z przeszkodami – wodny tor przeszkód, dystans 50 m st. dowolnym (4 przeszkody)
4. rzucanie granatem – rzut na celność i na odległość
5. bieg przełajowy – kobiety dystans 4 km

### Wyniki
| Miejsce | Reprezentacja                                           | Pkt                  |
| ------- | ------------------------------------------------------- | -------------------- |
| Miejsce | Zawodniczki                                             |                      |
| 1 !     | Chiny                                                   | 16195,9              |
| 1 !     | Liu Kun Xu Lei Tian Linna                               | 5439,9 5411,8 5344,2 |
| 2 !     | Korea Północna                                          | 15779,4              |
| 2 !     | Pak Young-hui Ya Un-jong Pak Hyang-sil                  | 5302,4 5248,3 5228,7 |
| 3 !     | Rosja                                                   | 15735,8              |
| 3 !     | Ludmiła Szwec Julia Naumowa Elena Simonowa              | 5280,1 5239,0 5216,7 |
| 4       | Norwegia                                                | 15462,9              |
| 4       | Gunhild Berntsen Julia Andersen May Lena Nymoen         | 5370,9 5171,5 4920,5 |
| 5       | Finlandia                                               | 15416,5              |
| 5       | Ann-Sofie Forssten Liina Vartia Maria Enlund            | 5375,3 5178,7 4862,5 |
| 6       | Włochy                                                  | 14964,9              |
| 6       | Daniela Zagarese Eleonora Taglicozzo Dora Leone         | 5022,0 4983,5 4959,4 |
| 7       | Holandia                                                | 14779,0              |
| 7       | Anouska Lievaart Annemarie van Dongen Annemieke Heugens | 5113,7 4868,8 4796,5 |
| 8       | Łotwa                                                   | 14725,2              |
| 8       | Irina Latve Inga Dauskane Ilona Kojalovica              | 4992,4 4976,1 4756,7 |
| 9       | Hiszpania                                               | 14483,7              |
| 9       | Purificacion Exposito Cristina Poveda Maria Astorga     | 4933,2 4898,7 4651,8 |
| 10      | Białoruś                                                | 14261,7              |
| 10      | Yana Drahun Volha Charniakova Tatsiana Buloichyk        | 4826,3 4722,1 4713,3 |
| 11      | Dania                                                   | 14236,0              |
| 11      | Heidi Olsen Sabine Hvam Pedersen Signe Simonsen         | 4955,3 4690,8 4589,9 |
| 12      | Czechy                                                  | 13877,0              |
| 12      | Zdenka Jarosova Jitka Opravilova Iva Krutska            | 4808,5 4682,5 4386,0 |
| 13      | Szwecja                                                 | 12780,1              |
| 13      | Mia Strömberg Alexandra Fast Johanna Cajander           | 4618,1 4126,2 4035,8 |

Źródło: